# Beriózovi (Krasnodar)
|  | Per a altres significats, vegeu «Beriózovi». |

Beriózovi - Берёзовый (rus) és un possiólok del krai de Krasnodar, a Rússia. Es troba a les terres baixes de Kuban-Azov, al nord del curs del riu Kuban, a 12,5 km al nord del centre de Krasnodar, la capital.
Pertanyen a aquest municipi les poblacions de Kolossisti, Krasnolit, Otdelénia № 2 SKZNIISiV, Otdelénia № 3 SKZNIISiV, Otdelénia № 3 OPKH KNIISKH, Vostotxni (Beriózovi), Kópanskoi, Novi i Txérnikov.